# Suffasia tigrina
Suffasia tigrina är en spindelart som först beskrevs av Simon 1893.  Suffasia tigrina ingår i släktet Suffasia och familjen Zodariidae. Inga underarter finns listade i Catalogue of Life.